# Pietro Paolo Oros
Pietro Paolo Oros (in ucraino Петро Павло Орос?, Petro Pavlo Oros; in ungherese Orosz Péter Pál; Biri, 14 luglio 1917 – Sil'ce, 28 agosto 1953) è stato un presbitero ungherese, ucciso dal regime sovietico per aver continuato ad esercitare il suo ministero sacerdotale, in un clima di persecuzioni contro la Chiesa.
È stato riconosciuto martire da papa Francesco nell'agosto del 2022 e verrà beatificato da papa Leone XIV nel settembre del 2025.

## Biografia
Oros nacque nel villaggio di Biri, nell'odierna Ungheria (all'epoca facente parte dell'impero austro-ungarico). Crebbe in una famiglia ucraina molto religiosa: suo padre era un prete greco-cattolico, che morì quando Pietro aveva due anni. Rimasto orfano all'età di 9 anni circa, venne affidato a una delle sue zie. Nel 1937, entrò nel seminario di Užhorod e fu ordinato prete celibatario dell'eparchia di Mukačevo il 18 giugno del 1942. Inviato come vicario nei villaggi di Velyki Kom'jaty e Malyj Kom'jaty, egli si distinse per il suo zelo pastorale e la sua dedizione nei confronti dei poveri.
Nel 1944, la parrocchia venne occupata dalle truppe sovietiche dell'Armata rossa. A partire da questa data, le autorità iniziarono una campagna di pressione contro la Chiesa, arrestando e uccidendo molti preti e vescovi.
Nel 1946, Oros divenne il curato della parrocchia di Bilky, nei pressi di Iršava. Nel 1949, il regime vietò il culto e fece chiudere tutte le chiese. Nonostante il clima di persecuzione, Oros continuò le sue attività sacerdotali. Celebrava la messa in clandestinità e indossava degli abiti civili per battezzare o portare la comunione ai parrocchiani. Il 28 agosto del 1953 venne arrestato dalla polizia sovietica e venne ucciso davanti alla stazione del villagio di Sil'ce. Il suo corpo venne nascosto per evitare che egli diventasse un martire.

## Culto
La causa per la beatificazione di Pietro Paolo Oros iniziò nel 2010 e venne portata avanti dalla Chiesa greco-cattolica ucraina.
Il 5 agosto del 2022, nel corso dell'invasione dell'Ucraina da parte della Russia, papa Francesco riconobbe ufficialmente la sua morte come martire della fede. Questo riconoscimento portò alla firma immediata da parte del papa del decreto che riconosce la sua beatificazione. Inizialmente per la cerimonia venne fissata come data il 3 maggio del 2025, a Bilky, ma la morte di Francesco portò al rinvio della beatificazione.